# Cate Shortland
Cate Shortland (Temora, Nova Gales do Sul, 10 de agosto de 1968) é uma diretora e roteirista de cinema e televisão australiana. Ela é mais conhecida por seus filmes Somersault (2004), Lore (2012), Berlin Syndrome (2017) e Viúva Negra (2020).

## Início
Cate nasceu em Temora, Nova Gales do Sul. Ela se formou na Escola Australiana de Cinema, Televisão e Rádio, onde recebeu o "Southern Star Award" por ser a aluna mais promissora.

## Carreira
Shortland criou vários curtas-metragens premiados: Strap on Olympia (1995); Pentuphouse (1998); Flower Girl (2000); e Joy (2000).
Ela passou três anos dirigindo episódios da série de televisão da Network Ten, The Secret Life of Us.
Em 2004, Shortland lançou seu primeiro longa-metragem, Somersault (2004), que foi inscrito na seção Un Certain Regard no Festival de Cannes de 2004. Ela dirigiu o filme de televisão australiano The Silence.
Seu segundo longa, Lore, estreou na Austrália no Festival de Cinema de Sydney 2012. Ganhou no Festival Internacional de Cinema de Locarno, em agosto de 2012, o Prix du Public UBS AG. Em novembro, o filme ganhou o Cavalo de Bronze como melhor filme no Festival Internacional de Cinema de Estocolmo. O filme foi selecionado como a entrada australiana na categoria Oscar de melhor filme internacional no 85º Oscar, mas não chegou à lista final.
Em 2015, Shortland anunciou que estava trabalhando em um terceiro longa-metragem, Berlin Syndrome. Baseado no livro de mesmo nome de Melanie Joosten, o filme estrelou Teresa Palmer como uma fotojornalista australiana que fica presa no apartamento de um homem com quem ela fica de uma noite. O filme estreou no Festival Sundance de Cinema de 2017.
Em julho de 2019, Shortland foi anunciada como diretora do filme solo da Viúva Negra da Marvel Studios.

## Vida Pessoal
Shortland é convertida ao judaísmo. Ela se casou com o cineasta Tony Krawitz em 2009, e eles têm dois filhos adotivos.

## Filmografia

### Cinema
| Ano  | Filme           | Diretora | Roteirista |
| ---- | --------------- | -------- | ---------- |
| 2004 | Somersault      | Sim      | Sim        |
| 2012 | Lore            | Sim      | Sim        |
| 2017 | Berlin Syndrome | Sim      | Não        |
| 2020 | Viúva Negra     | Sim      | Não        |

### Curtas-metragens
| Ano  | Título      | Diretora | Roteirista |
| ---- | ----------- | -------- | ---------- |
| 1998 | Pentuphouse | Sim      | Sim        |
| 1999 | Flowergirl  | Sim      | Sim        |
| 2000 | Joy         | Sim      | Sim        |

### Televisão
| Ano       | Título                | Diretora | Roteirista | Notas                                               |
| --------- | --------------------- | -------- | ---------- | --------------------------------------------------- |
| 2001-2003 | The Secret Life of Us | Sim      | Não        | 10 episódios                                        |
| 2002-2003 | Bad Cop, Bad Cop      | Sim      | Não        | 4 episódios                                         |
| 2006      | The Silence           | Sim      | Não        | Telefilme                                           |
| 2012      | The Slap              | Não      | Sim        | Minissérie; Episódio: "Rosie"                       |
| 2014      | Devil's Playground    | Não      | Sim        | Minissérie; Episódio: "The Whirlwind and the Storm" |
| 2015      | Deadline Gallipoli    | Não      | Sim        | Minissérie; Episódio 2                              |

## Prêmios e indicações
| Ano  | Filme           | Notas |
| ---- | --------------- | --- |
| 2004 | Somersault      | AACTA Awards por Melhor Direção AACTA Awards por Melhor Roteiro Original AWGIE Award por Melhor Roteiro em Longa-metragem - Original FCCA Award por Melhor Diretor Inside Film Award por Melhor Longa-Metragem Inside Film Award por Melhor Direção Inside Film Award por Melhor Roteiro Ljubljana International Film Festival Prêmio Kingfisher Festival Internacional de Cinema de Miami Prêmio Especial do Júri por Diretor inovador Festival Internacional de Cinema de Miami - Prêmio Especial Revelação Indicado - Festival de Cannes - Câmera de Ouro Indicado - Festival de Cannes - Prêmio Un Certain Regard Indicado - FCCA Award por Melhor Roteiro Original Indicado - Festival Internacional de Cinema de Tóquio Grande Prêmio |
| 2006 | The Silence     | Australian Screen Sound Guild prêmio por Melhor conquista em som para um recurso de telefilme ou minissérie Indicado - AACTA Awards por Melhor Telefilme ou Minissérie Indicado - the 2007 Logie Awards por Silver Logie na maioria das séries dramáticas, minisséries ou filmes de destaque |
| 2012 | Lore            | Abu Dhabi Film Festival - Prêmio Pérola Negra de Melhor Filme Narrativo ADG Award por Melhor direção em um longa-metragem AFCA Award por Melhor Diretor AFCA Award por Melhor Roteiro AWGIE Award por Melhor Roteiro em um longa-metragem - Adaptado Beijing International Film Festival Prêmio Tiantian de Melhor Diretor Beijing College Student Film Festival Prêmio Especial do Júri FCCA Award por Melhor Diretor Filmfest Hamburg Prêmio da Crítica Festival Internacional de Cinema de Hamptons - Prêmio Estrela do Mar Dourada Festival Internacional de Cinema de Locarno - Prêmio do Público Stockholm International Film Festival - Cavalo de Bronze para Melhor Filme Tromsø International Film Festival - Prêmio Aurora Semana Internacional de Cine de Valladolid - Prêmio Pilar Miró de Melhor Novo Diretor Indicado - AACTA Awards por Melhor Direção Indicado - AACTA Awards por Melhor Roteiro Adaptado Indicado - Asia-Pacific Film Festival Award por Melhor Diretor Indicado - Beijing International Film Festival Prêmio Tiantian de Melhor Diretor Indicado - Festival de Cinema de Londres Indicado - FCCA Award por Melhor Roteiro Indicado - Festival Internacional de Cinema de Locarno - Prêmio do Público Indicado - Prêmio Festival de Cinema de Sydney Indicado - Thessaloniki International Film Festival - Prêmio Open Horizons Indicado - Semana Internacional de Cine de Valladolid - Golden Spike para Melhor Filme |
| 2017 | Berlin Syndrome | Indicado - AACTA Awards por Melhor Direção Indicado - Dallas International Film Festival Prêmio do Grande Júri - Competição Narrativa Indicado - Festival Sundance de Cinema Prêmio do Grande Júri - World Cinema - Dramático |